# Челны (Хабаровский край)
Челны́ — село в Хабаровском районе Хабаровского края. Образует сельское поселение «Село Челны». Основана в 1912 году русскими переселенцами из д. Татарские Челны Елабужского уезда Вятской губернии.

## География
Село Челны стоит на правом берегу протоки Челнинская (правобережная протока Амура) в 14 км ниже села Елабуга.
Рядом с селом Челны проходит автотрасса Хабаровск — Комсомольск-на-Амуре.
Расстояние до Хабаровска около 108 км (на юго-запад).
Северо-восточнее села Челны проходит административная граница между Хабаровским и Нанайским районом.

## Население
| 1992 | 2002 | 2010 | 2011 | 2012 | 2013 | 2014 |
| ---- | ---- | ---- | ---- | ---- | ---- | ---- |
| 146  | ↘102 | ↘97  | →97  | ↘91  | ↗93  | ↗94  |
| 2015 | 2016 | 2017 | 2018 | 2019 | 2020 | 2021 |
| ↘90  | ↘85  | →85  | ↘75  | ↘70  | ↘56  | ↗65  |

## Инфраструктура
- Сельскохозяйственные предприятия Хабаровского района.
- Предприятия Амурского речного пароходства.
- Рыболовецкие предприятия

## Галерея

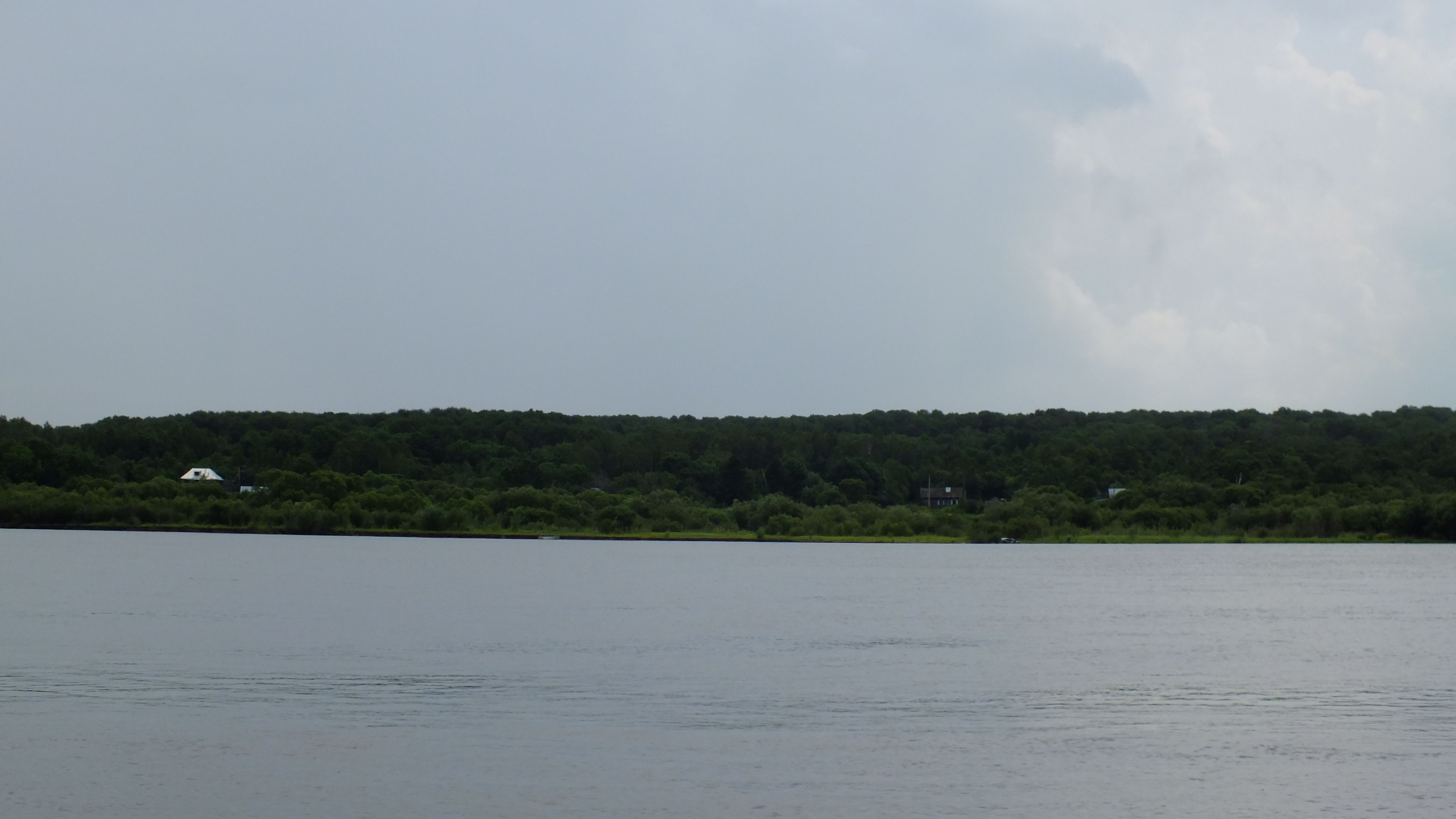
Село Челны, вид с левого берега Челнинской протоки.
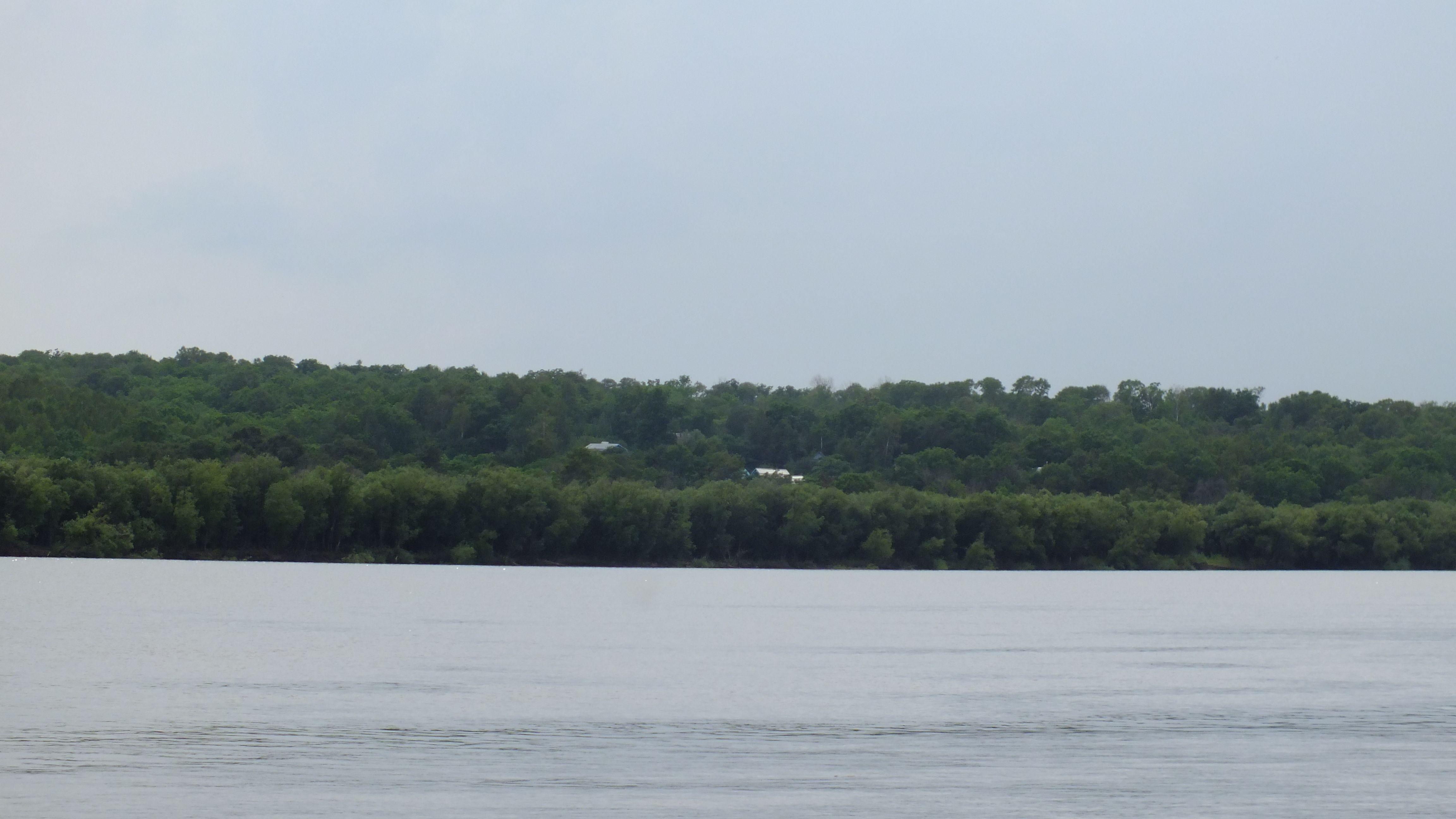
Село Челны, вид с левого берега Челнинской протоки.
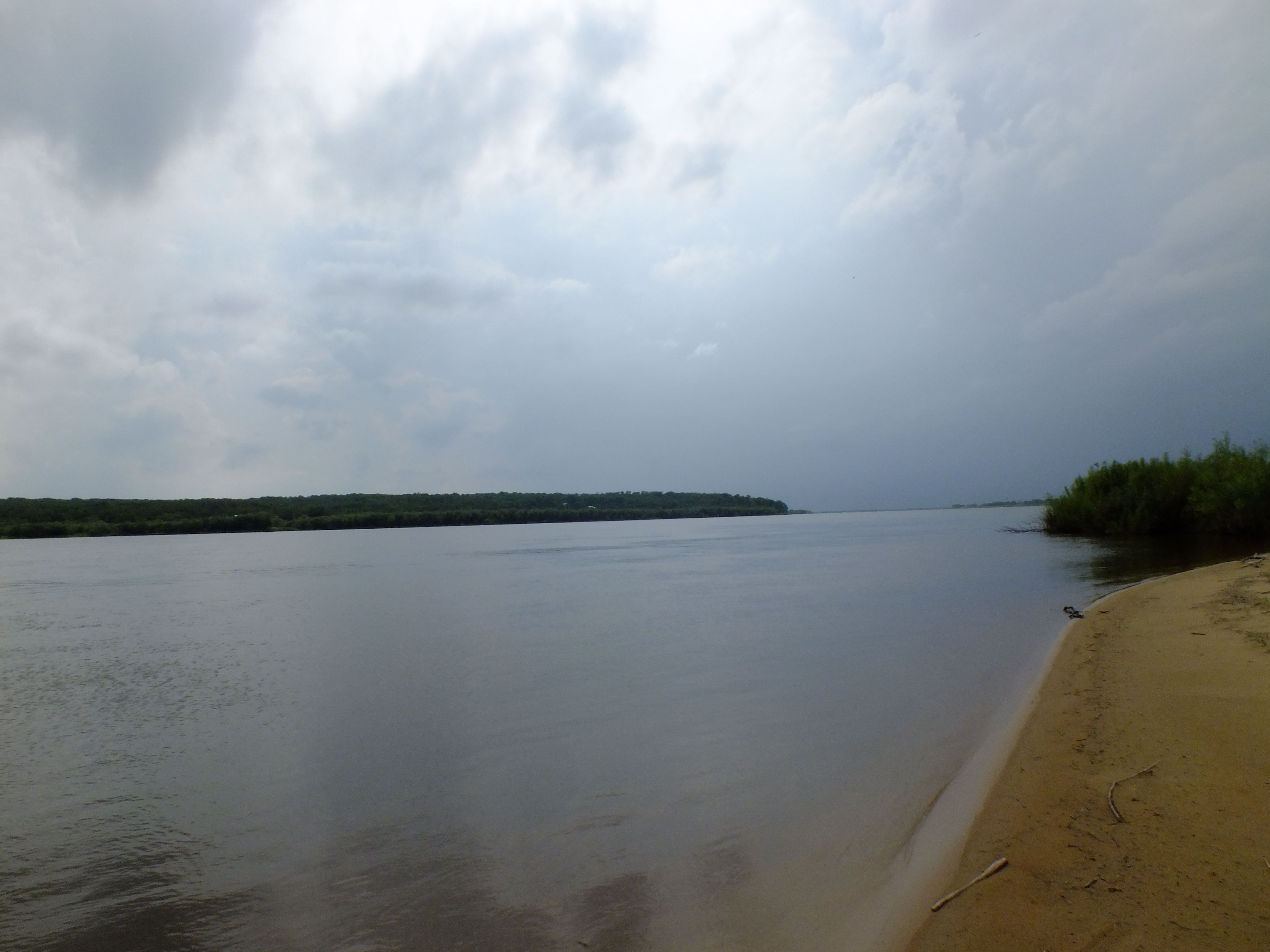
Вверх по Челнинской протоке, вдали — основное русло Амура.
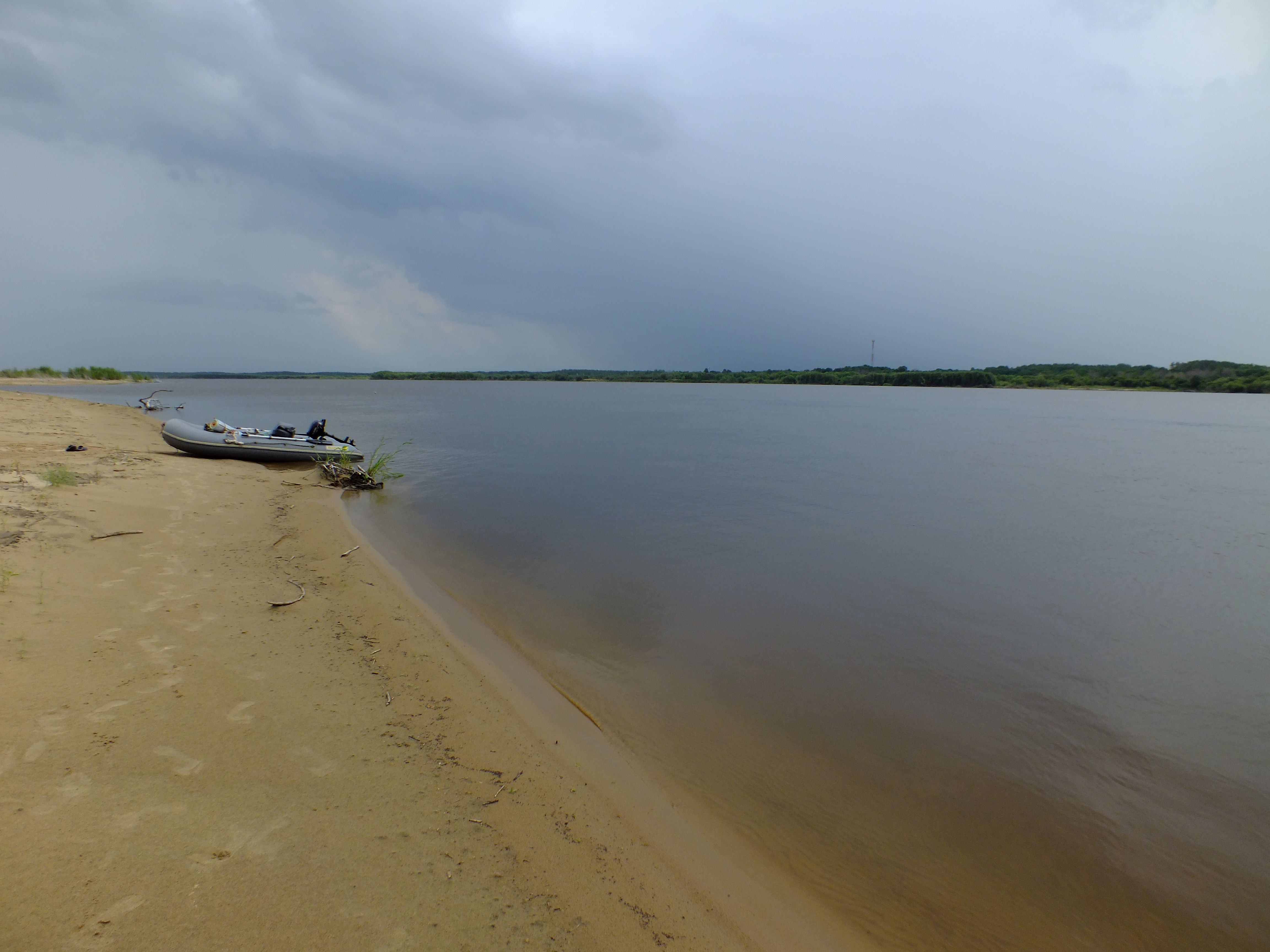
Вниз по Челнинской протоке.
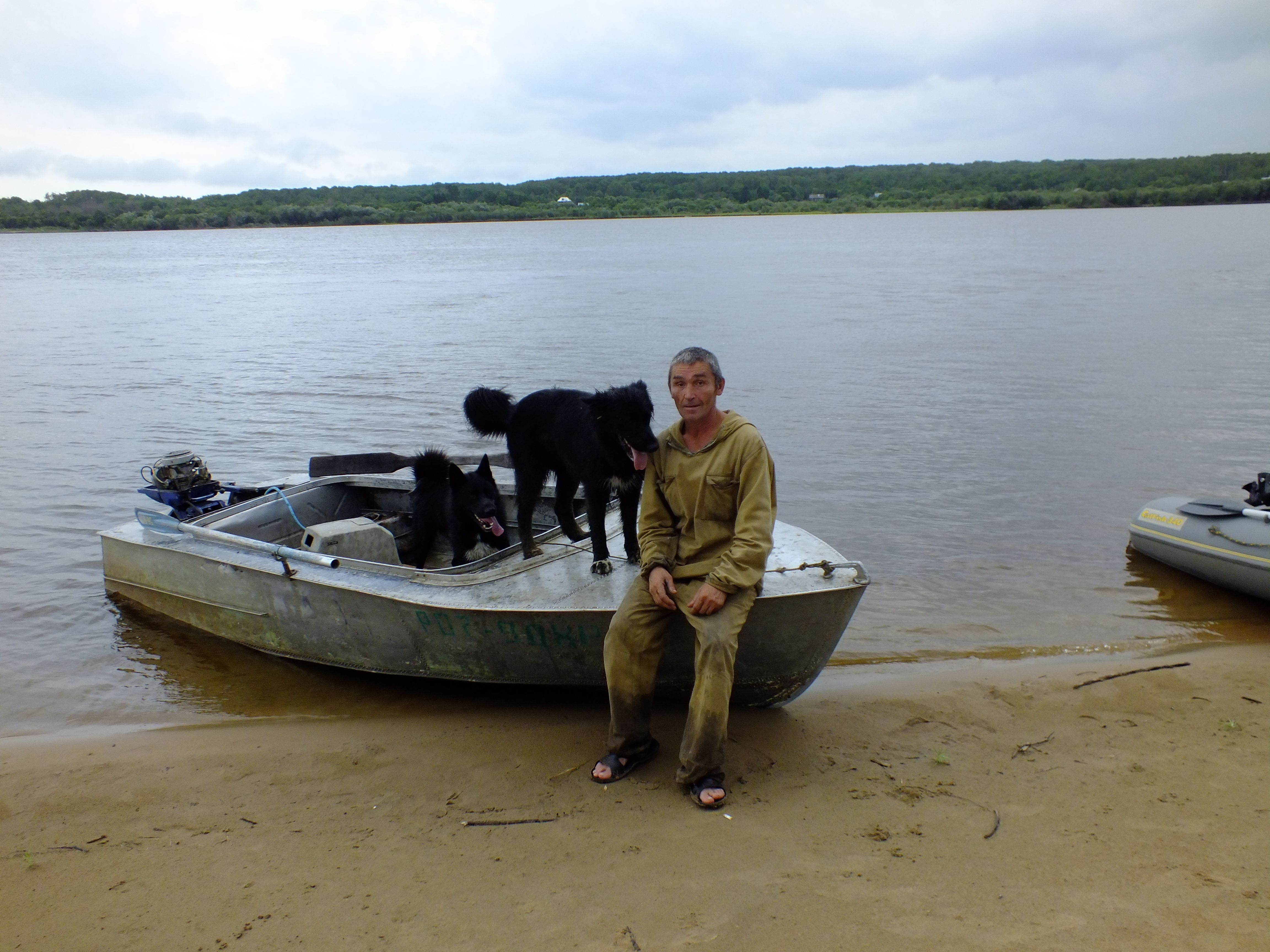
Основное занятие местных жителей — охота и рыболовство.